# Depet Indah
Depet Indah is een bestuurslaag in het regentschap Aceh Tengah van de provincie Atjeh, Indonesië. Depet Indah telt 236 inwoners (volkstelling 2010).